# Lista de topónimos romanos na África
Esta é uma lista das designações romanas de localidades abrangidas pelo Império Romano na África.

Toponimos romanos in Africa

## Argélia
| Nome romano  | Nome actual           | Observações |
| ------------ | --------------------- | ----------- |
| Saldas       | Bugia                 |             |
| Cartenas     | Tenés                 |             |
| Iol Cesareia | Cherchell             |             |
| Hipona       | Hipona, actual Annaba |             |

## Marrocos
| Nome romano | Nome actual | Observações |
| ----------- | ----------- | ----------- |
| Tíngis      | Tânger      |             |

## Tunísia
| Nome romano | Nome actual | Observações                                      |
| ----------- | ----------- | ------------------------------------------------ |
| Cartago     | Cartago     | Restam apenas ruínas, grande atracção turística. |